# British Basketball League 1999-2000
La British Basketball League 1999-2000 è stata la 13ª edizione del massimo livello del campionato britannico di pallacanestro, disputata tra il 15 settembre 1999 e il 18 marzo 2000. Il campionato è stato vinto per la prima volta dai Manchester Giants.

## Stagione regolare

### Classifica Northern Conference
| Squadra              | Punti | Partite | Vinte | Perse | Percentuale |
| -------------------- | ----- | ------- | ----- | ----- | ----------- |
| 1. Manchester Giants | 62    | 36      | 31    | 5     | 0.861       |
| 2. Sheffield Sharks  | 58    | 36      | 29    | 7     | 0.805       |
| 3. Edinburgh Rocks   | 38    | 36      | 19    | 17    | 0.527       |
| 4. Chester Jets      | 34    | 36      | 17    | 19    | 0.472       |
| 5. Derby Storm       | 34    | 36      | 17    | 19    | 0.472       |
| 6. Newcastle Eagles  | 20    | 36      | 10    | 26    | 0.277       |
| 7. Leicester Riders  | 20    | 36      | 10    | 26    | 0.277       |

### Classifica Southern Conference
| Squadra               | Punti | Partite | Vinte | Perse | Percentuale |
| --------------------- | ----- | ------- | ----- | ----- | ----------- |
| 1. London Towers      | 46    | 34      | 23    | 11    | 0.676       |
| 2. Thames V. Tigers   | 36    | 34      | 18    | 16    | 0.529       |
| 3. Birmingham Bullets | 34    | 34      | 17    | 17    | 0.500       |
| 4. MK Lions           | 30    | 34      | 15    | 19    | 0.441       |
| 5. London Leopards    | 22    | 34      | 11    | 23    | 0.323       |
| 6. Brighton Bears     | 22    | 34      | 11    | 23    | 0.323       |

## Play-off

### Quarti di finale
Manchester Giants 81-68  MK Lions
 London Towers 85-58  Chester Jets
 Sheffield Sharks 71-81  Birmingham Bullets
 Thames V. Tigers 64-68  Edinburgh Rocks

### Semifinali
London Towers 53-60  Birmingham Bullets
 Manchester Giants 88-84  Edinburgh Rocks

### Finale
Manchester Giants 74-65  Birmingham Bullets

## Verdetti
- Campione del Regno Unito:   Manchester Giants (1º titolo)